# Moehringia diversifolia
Moehringia diversifolia är en nejlikväxtart som beskrevs av Dolliner och Johann Friedrich Wilhelm Koch. Moehringia diversifolia ingår i släktet skogsnarvar, och familjen nejlikväxter. Inga underarter finns listade i Catalogue of Life.